# Колмаково-Миасское
Колмаково-Миасское — село в Щучанском районе Курганской области России. Входит в состав в Петровского сельсовета.

## География
Расположено у реки Миасс.

## История
До 1917 года входило в состав Чумлякской волости Челябинского уезда Оренбургской губернии. По данным на 1926 год село Калмак-Миасское состояло из 335 хозяйств. В административном отношении являлось центром Калмак-Миасского сельсовета Щучанского района Челябинского округа Уральской области.

## Население
| 1989 | 2002 | 2010 |
| ---- | ---- | ---- |
| 186  | ↘103 | ↘57  |

По данным переписи 1926 года в селе проживало 1542 человека (706 мужчин и 836 женщин), в том числе: русские составляли 100 % населения.